# Dipa Nusantara Aidit

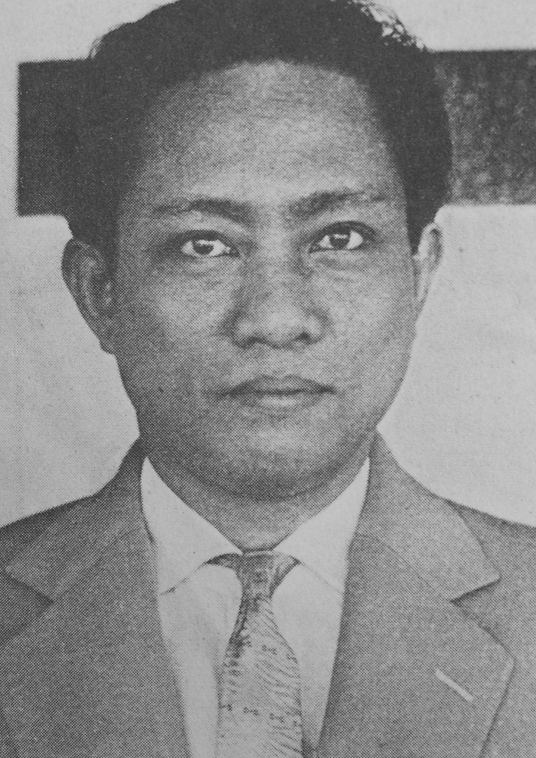
Dipa Nusantara Aidit

Dipa Nusantara Aidit, född 30 juli 1923, död 22 november 1965, var en indonesisk politiker.
Aidit var ledare för Indonesiens kommunistiska parti från 1951. Han samarbetade med president Sukarnos demokratiskt styrda regim samtidigt som han höll en moderat linje för att inte stöta sig med muslimerna eller armén. Aidit avrättades i samband med statskuppen i Indonesien 1965.